# Kita-ku (Okayama)
Kita-ku (北区?) è uno dei quattro quartieri amministrativi della città di Okayama, in Giappone.